# Gadatas-Brief

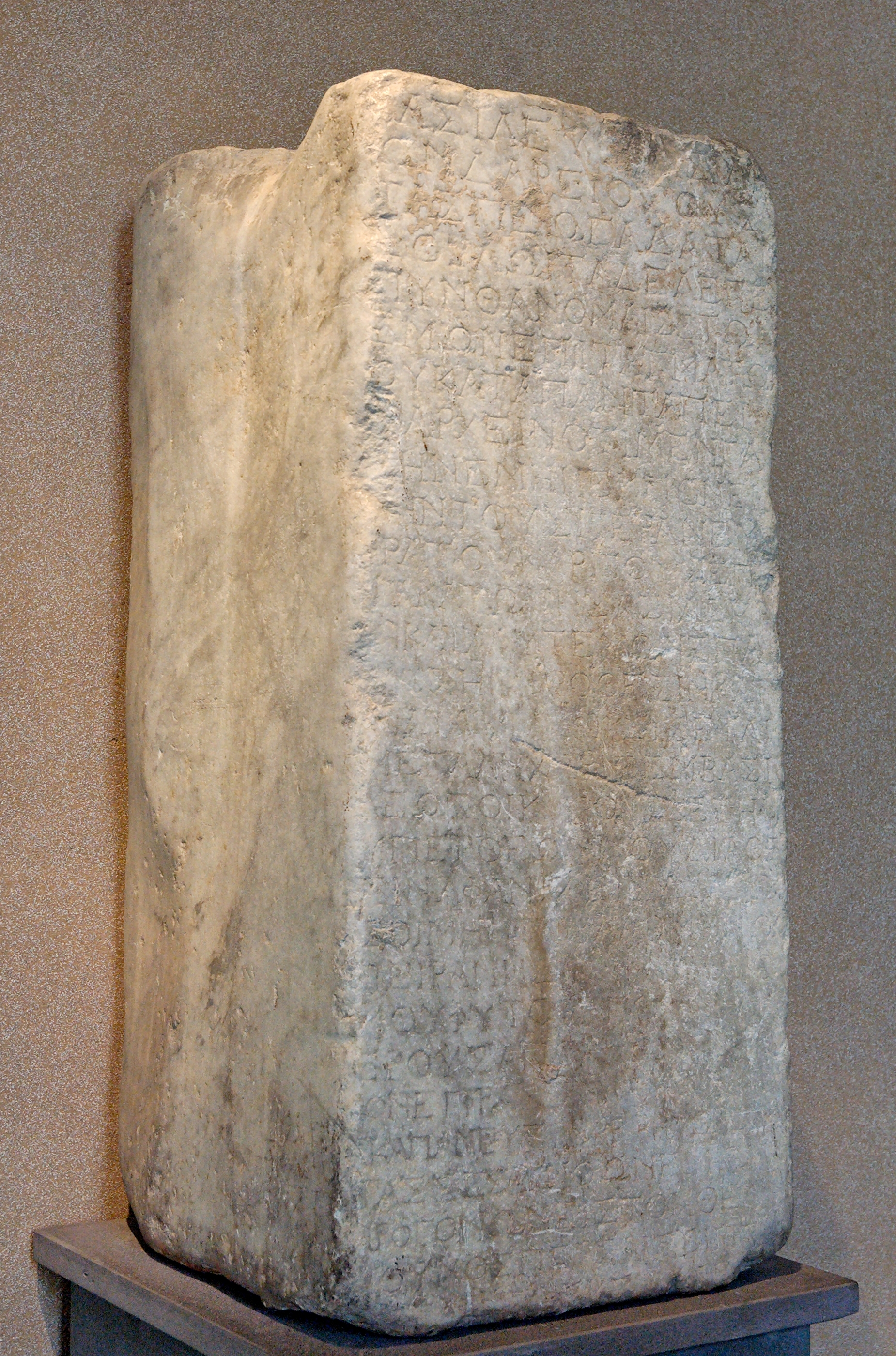
Gadatas-Brief im Louvre

Bei dem sogenannten Gadatas-Brief handelt es sich um eine antike Inschrift auf einer Marmorstele. Dieser wurde 1886 in der Gegend von Magnesia am Mäander (heutige Türkei) entdeckt und wird heute im Louvre in Paris (Inventar-Nr. Ma 2934) aufbewahrt. Es handelt sich um die Abschrift eines Briefes des Perserkönigs Dareios I. an Gadatas, den Satrapen der ionischen Provinz.

## Beschreibung
Der Marmorstein mit der Inschrift wurde im April 1886 von den französischen Archäologen Georges Cousin und Gaston Deschamps im türkischen Dorf Deïrmendjik zwischen Magnesia am Mäander und Tralleis (bei Aydın) gefunden. Drei Jahre darauf publizierten die beiden Forscher ihre Entdeckung im Bulletin de correspondance hellénique.
Die Buchstabenformen der Inschrift weisen auf eine Einmeißelung etwa in der ersten Hälfte des 1. Jahrhunderts, womit es sich um eine Abschrift handeln muss. Der ursprüngliche Text wird in die Regentschaft von Dareios I. (521–486 v. Chr.) datiert.
| Original (griechisch) | Übersetzung (deutsch) |
| Βασιλεῦς [Βα]σιλέ- ων Δαρεῖος ὁ Ὑσ- τάσπεω Γαδάται δούλωι τάδε λέγε[ι]· πυνθάνομαί σε τῶν ἐμῶν ἐπιταγμάτων οὐ κατὰ πάντα πει- θαρχεῖν· ὅτι μὲν γὰ[ρ τ]ὴν ἐμὴν ἐκπονεῖς [γ]ῆν, τοὺς πέραν Εὐ- φράτου καρποὺς ἐπ[ὶ] τὰ κάτω τῆς ᾽Ασίας μέ- [ρ]η καταφυτύων, ἐπαι- [ν]ῶ σὴν πρόθεσιν καὶ [δ]ιὰ ταῦτά σοι κείσεται μεγάλη χάρις ἐμ βασι- λέως οἴκωι· ὅτι δὲ τὴν ὑπὲρ θεῶν μου διάθε- σιν ἀφανίζεις, δώσω σοι μὴ μεταβαλομένωι πεῖραν ἠδικη[μέ]νου θυ- μοῦ· φυτουργοὺς γὰρ [ἱ]εροὺς ᾽Απόλλ[ω]νος φό- ρον ἔπρασσες καὶ χώραν [σ]καπανεύειν βέβηλον ἐπ[έ]- τασσες, ἀγνοῶν ἐμῶν προγόνων εἰς τὸν θεὸν [ν]οῦν, ὃς Πέρσαις εἶπε [πᾶ]σαν ἀτρέκε[ι]αν καὶ τη .………. | Der König der Könige Dareios, Sohn des Hystas- pes, kündet seinem Un- tergebenem Gadatas fol- gendes: Ich vernehme, dass du meinen Anordnun- gen nicht in jeder Bezie- hung nachkommst. Dass du mein Land kultivierst, indem du Früchte von jenseits des Euphrat in die Gebiete an der Küste Kleinasiens pflanzst, diesen deinen Entschluss lobe ich, und deswegen wird dir im Hause des Königs großer Dank be- wahrt werden. Dass du aber meine Verfügung, die Götter betreffend, nicht beachtest, dafür werde ich dir, wenn du dich nicht än- derst, einen Beweis meines Missfallens geben. Denn du hast den geheiligten Gärtnern Apollons eine Steuer abverlangt und ihnen aufgetragen, unge- weihtes Land zu bebauen, in Verkennung der Gesin- nung meiner Vorväter zur Gottheit, die den Persern die volle Rechtsordnung kündete und … |

Deutung

Der Brief des Dareios I. betrifft das Apollonheiligtum von Aulai. Die Aufstellung der Kopie des originalen Briefes hängt offenbar mit dem Anspruch des Heiligtums auf Steuerbefreiung zusammen. Bei dieser Abschrift wurde der ursprünglich in ionischem Dialekt geschriebene Text in das im 1. Jahrhundert übliche Griechisch übertragen.